# シティライト
シティライトは、岡山市南区に本社を置く中古車販売店（自動車ディーラー）

## 概説
最初は町の自動車修理工場として開始。その後中古車販売をベースに、オークション会場の運営、新車・中古車の販売・買取、車検整備、保険、レンタカー、ガソリンスタンド、リサイクルなど、自動車流通の上流から下流まで自社グループで一貫して運営している。
また、社会人野球チームを自社で保有し、地域のスポーツ振興に積極的に取り組んでいる。

## 沿革
- 1981年：ライト商事として設立
- 1985年：シティライトとして法人登録
- 1998年：「株式会社エル・エー・エー」を設立してオークション事業開始
- 2006年：タカアキを吸収合併
- 2008年：エル・エー・エーを吸収合併
- 2014年：ENEOSガソリンスタンド部門を開始
- 2020年：「旭東スズキ販売株式会社」がグループイン。
- 2021年：「株式会社姫路カワサキ」と関連会社「株式会社姫風」がグループイン。
- 2022年：「有限会社備北サーキット」および「株式会社ロイヤルカーサービス」がグループイン[1]。
- 2024年：「サクセス」がグループイン[2]。

## 店舗
- ジャック店：岡山市南区妹尾329-1
- 城東店：岡山市中区長利239-1
- シティライトプレミアム：岡山市北区青江1-21-15
- シティライト岡山福田SS：岡山市南区大福118

## 関連会社
- ロイヤルカーサービス：愛媛県松山市のプジョー・シトロエン正規ディーラー
- シーボーイ：車買取部門
- レックオートリサイクル：香川県坂出市にて廃車リサイクル事業を運営
- サクセス:岡山市の輸入車ディーラー
- エル・エー・エー
- エフ・テック
- 旭東スズキ販売：岡山市のスズキ（4輪）業販店
- 姫路カワサキ・姫風：兵庫県姫路市のカワサキモータースジャパン・BMWモトラッド正規ディーラー
- 備北サーキット

## イメージキャラクター
- ルー大柴（2017年から）

## スポンサー番組
- 現在は無し

### 過去の提供番組
- よしもと新喜劇（岡山ローカル枠、山陽放送テレビ、2021年10月　- 2024年11月）
- ワイドナショー（岡山ローカル、岡山放送、2021年10月 - 2024年11月）
- 金曜プレミアム（PT扱い）（岡山ローカル）

### 引用・参考
1. ↑  “シティライトが輸入車ディーラー事業進出” (2025年3月20日). 2025年3月20日閲覧。
2. ↑  “輸入車ディーラーのサクセスがシティライト傘下” (2024年8月26日). 2025年3月13日閲覧。